# Tobias Spingler
Tobias Spingler (* um 1590 in Liebenau in der „Marck“; † nach 1625) war ein Maler, der in Württemberg wirkte. Er ist in Tübingen und Stuttgart nachweisbar.

## Leben
Nach einer Malerlehre (wo und bei wem ist nicht bekannt) ging Tobias Spingler auf die Wanderung, die sieben Jahre dauerte. Er war in Frankreich, in Flandern und in „anderen vornehmen Orten“. 1614 kam er nach Tübingen, wo er Geselle bei Conrad Melperger wurde. Spingler kannte den Stuttgarter Maler Sebastian Ramminger, mit dessen Tochter er sich verlobte. Spingler wollte sich in Tübingen niederlassen und beantragte noch 1614 das akademische Bürgerrecht. Sein Gesuch wurde abgewiesen, da in Tübingen zu diesem Zeitpunkt bereits sechs Maler tätig waren. Spingler arbeitete später selbständig – aber wohl nur kurz – in Stuttgart. 1624/25 hatte er mehrere Aufträge von Herzog Ludwig Friedrich und von der Stadt. Weil sein Name später in Württemberg nicht mehr auftaucht, ist zu vermuten, dass er Württemberg wieder verließ.